# オバデヤ
オバデヤはユダヤ人の男性の名前。「ヤハウェが使役する」を意味する。オバドヤとも転写される。旧約聖書の一書『オバデヤ書』の筆者とされる者がもっとも著名である。

## 預言者オバデヤ

### 旧約聖書におけるオバデヤ像
オバデヤとよばれる預言者に、旧約聖書中最小の巻である『オバデヤ書』は帰せられている 。この書の年代が特定されないために、オバデヤ書の筆者については、大きく二つの有力な説が提出されている。第一の説は、エルサレムがペリシテ人とアラブ人に攻撃された時期
にオバデヤ書が書かれたとし、紀元前848年から840年の間と推定される。第二の説はバビロンのネブカドネザル2世によるエルサレム陥落の頃であり、紀元前586年前後とする。オバデヤ書の筆者は、信仰を保つものに神は勝利を与えるとする確信に貫かれている。エドムは苦難のときに隣人への愛を欠くものとして描写され(オバデヤ書1-17)、イスラエルの最終的な勝利が将来の予言として描かれる（オバデヤ書18-21)

### ラビ文学におけるオバデヤ像
タルムードはオバデヤがエドムからユダヤ人の教えへの改宗者であると伝える。それによれば、オバデヤはヨブの友人・エリパズの子孫であり、かつ列王記上にみえるオバデヤ（オバドヤ）と同一人物であるとされる（18:3）。オバデヤがエドムの滅びを預言するべく選ばれたのは、彼自身がエドム人であったからだとされる。列王記の人物はアハブ王の高官であり、伝承は、この人物が王アハブとその王妃イゼベルとともに、彼ら二人がどのような悪行をしているかは知らずにともに暮らしていたとし、この点でもエサウ（エドム）の滅びを告げるにふさわしいとしている。エサウの両親、イサクとリベカは敬神の人であったが、エサウはそれに倣う事を知らずに育ったからである。
オバデヤが預言の賜物を受けたのは、イゼベルの迫害を受けた100人の預言者たちを匿ったためとされた。オバドヤは預言者たちを二つの洞窟に匿い、ひとつが見つかってももうひとつにいる預言者たちが逃れうるようにしたのである（列王記上、18:3, 4)
オバデヤは裕福な人物であったが、すべての財産を貧しい預言者たちを支援するために用い、援助を続けるためにアハブの息子ヨラムから利子を払って借金せざるをえないまでに至った(ミドラッシュ, Exodus Rabbah xxxi. 3). オバデヤが神を畏れること、アブラハムに一段勝るといわれ、アハブの家に神の祝福が与えられえたとすれば、それはまったくオバデヤのためであるといわれた(Sanh. l.c.)。

## 旧約聖書のそのほかのオバデヤ
以下、旧約聖書に見える預言者オバデヤ以外の同名（オバドヤ、オバデヤ）の者を挙げる。
- アハブ王の宮廷長（列王記18:3ほか、前節も参照）
- ハナニヤの子、ダビデ王とソロモン王の子孫（歴代誌上3:21）
- イッサカル氏族のウジの子（歴代誌7:3）
- アツェルの子、サウル王とヨナタンの子孫（歴代誌上8:38）
- レビ族のシェマヤの子（歴代誌上9:16）
- ガド氏族の出でダビデ王の戦士（歴代誌上12:9,10）
- ダビデの治世下で、ゼブルン氏族の指導者であったイシュマヤの父（列王記上27:19）
- ユダ王国のヨシャファト王の高官（歴代誌下17:7）
- ヨシヤ王の神殿再建で監督官を務めたレビ人（歴代誌下34:12）
- 書記エズラとともにバビロン捕囚から戻ったヨアブの子（エズラ記8:9）、おそらくネヘミヤのエルサレム再建後、城市の門番とされたレビ人（ネヘミヤ記8:9）と同一